# Marton (Lincolnshire)
Marton – wieś i civil parish w Anglii, w hrabstwie Lincolnshire, w dystrykcie West Lindsey. Leży 18 km na północny zachód od Lincoln i 207 km na północ od Londynu.
W 2011 roku civil parish liczyła 747 mieszkańców. Marton jest wspomniana w Domesday Book (1086) jako Martone.